# Villers-Bretonneux Memorial
Villers-Bretonneux Memorial, ook wel Australian National War Memorial genoemd, is een oorlogsmonument gelegen in de Franse plaats Villers-Bretonneux (Somme). Het maakt deel uit van het Villers-Bretonneux Military Cemetery. Het monument werd ingehuldigd op 22 juli 1938 door George VI van het Verenigd Koninkrijk.
Het monument herdenkt 10.765 Australische slachtoffers zonder graf uit de Eerste Wereldoorlog .